# Không có ngày mai (phim)
Không có ngày mai (tựa tiếng Anh: Before I Fall) là một bộ phim chính kịch có chứa yếu tố kỳ ảo về tuổi teen của Hoa Kỳ được sản xuất năm 2017 do Ry Russo-Young làm đạo diễn và được viết bởi Maria Maggenti, dựa trên cuốn tiểu thuyết cùng tên của Lauren Oliver. Phim có sự tham gia của các diễn viên đình đám như: Zoey Deutch, Halston Sage, Logan Miller, Kian Lawley, Jennifer Beals, Diego Boneta và Elena Kampouris.
Bộ phim đã được công chiếu trên toàn thế giới tại Liên hoan phim Sundance vào ngày 21 tháng 1 năm 2017 và được phát hành vào ngày 3 tháng 3 năm 2017, bởi Open Road Films. Bộ phim tuy đã nhận được nhiều ý kiến trái chiều từ các nhà phê bình nhưng vẫn thu về gần 19 triệu đô la trên toàn thế giới so với ngân sách chỉ bỏ ra là 5 triệu đô la. Theo  IndieWire , đó là một trong những phim độc lập có doanh thu cao nhất năm 2017.

## Nội dung
Samantha Kingston thức dậy vào ngày 12 tháng 2, được gọi là Ngày Cupid. Cô được bạn bè của mình, ong chúa Lindsay, Ally và Elody, những người hào hứng về kế hoạch của Sam để mất trinh tiết cho bạn trai Rob vào tối hôm đó. Trong giờ học, trong khi giáo viên đang giảng bài về Sisyphus,khi học sinh đang phân phát hoa hồng, Sam lấy một bông từ Rob và một từ một cậu bé tên Kent, một người bạn học cùng lớp cũ đang thầm yêu cô. Kent mời cô đến một bữa tiệc tại nhà anh, nhưng cô không hào hứng. Trong bữa trưa, các cô gái vui đùa với Juliet, một cô gái bên ngoài mà họ coi là "kẻ tâm thần". Trong bữa tiệc, Juliet xuất hiện. Lindsay đối mặt với cô và hai người đánh nhau, Juliet ra đi trong nước mắt. Khi họ đang lái xe trở về từ bữa tiệc, chiếc xe đâm phải thứ gì đó và đâm vào, dường như giết chết Sam.
Sam tỉnh dậy trong phòng của cô vào Ngày Cupid một lần nữa. Nghĩ rằng ngày hôm trước chỉ là một cơn ác mộng, Sam tiếp tục với ngày của mình nhưng thấy rằng những sự kiện tương tự xảy ra, và họ lại gặp nạn sau khi rời khỏi bữa tiệc. Sam thức dậy cùng ngày một lần nữa. Nhận ra mình đang ở trong vòng lặp thời gian, cô thuyết phục cả nhóm có một cơn buồn ngủ thay vì đi dự tiệc, cố gắng tránh sự cố. Họ tránh được vụ tai nạn, nhưng sau đó trong đêm Juliet đã tự sát. Sam tiếp tục sống qua ngày này qua ngày khác.
Nhận ra rằng không có gì cô ấy quan trọng, cô ấy bắt đầu làm bất cứ điều gì cô ấy muốn, đầu tiên là phát ra sự bất bình của cô ấy với mọi người mà cô ấy biết, sau đó cố gắng dành nhiều thời gian hơn với những người cô ấy yêu. Trong những vòng lặp này, cô cố gắng sửa đổi với một học sinh mà cô đã bắt nạt và trở nên thân thiết hơn với Kent. Sau trải nghiệm tình dục đầu tiên không thỏa mãn với Rob, Sam được Kent an ủi và nhớ lại tình bạn trước đó của họ. Sau đó, anh nhớ lại cách cô đã anh hùng bảo vệ anh khỏi một kẻ bắt nạt sau khi cha anh qua đời và anh đã quyết tâm một ngày nào đó trở thành anh hùng của cô.
Trong một vòng lặp khác, Sam và Kent chia sẻ một nụ hôn trong bữa tiệc. Cô nghe thấy cuộc chiến giữa Lindsay và Juliet từ hội trường và đuổi theo cô xuyên qua rừng. Sam cố gắng xin lỗi, nhưng Juliet nhảy lên trước xe của Lindsay và tự sát, Sam kinh hoàng, và khiến cô nhận ra Juliet là thứ mà chiếc xe đâm vào ngày đầu. Sam tỉnh dậy lần nữa với cảm giác bình tĩnh và hiểu biết, biết mình phải làm gì để kết thúc vòng lặp. Cô quyết tâm tử tế và ân cần khi đi về trong ngày của mình. Cô gửi hoa hồng cho cả Juliet và Kent, chia tay với Rob và nói với bạn bè tại sao cô yêu họ. Trong bữa tiệc, cô hôn Kent và nói với anh rằng cô yêu anh. Cô lại can thiệp để cứu Juliet, nhưng khi Juliet cố gắng chạy ra đường, Sam đẩy cô ra khỏi đường vào giây cuối cùng và bị một chiếc xe tải giết chết. Sam nhớ tất cả những khoảng thời gian tốt đẹp mà cô đã có. Cô thấy Juliet đứng trên cơ thể cô nói rằng Sam đã cứu cô; Sam nói, "Không, cậu đã cứu tôi."

## Diễn viên
- Zoey Deutch với tư cách là Samantha Kingston
- Halston Sage trong vai Lindsay Edgecombe
- Logan Miller trong vai Kent McFuller
- Kian Lawley với tư cách là Rob Cokran
- Elena Kampouris với tư cách Juliet Sykes
- Diego Boneta với tư cách là ông Daimler
- Jennifer Beals với tư cách là bà Kingston, Samantha và mẹ của Izzy
- Cynthy Wu trong vai Ally Harris
- Medalion Rahimi với tư cách là Elody
- Liv Hewson trong vai Anna Cartullo
- Nicholas Lea với tư cách là cha của Dan Kingston, Samantha và Izzy
- Erica Tremblay trong vai Izzy Kingston, em gái của Samantha
- Claire Corlett trong vai Devil Cupid
- Roan Curtis trong vai Marian Sykes

## Sản xuất
Vào ngày 15 tháng 7 năm 2010, Fox 2000 Pictures đã mua bản quyền phim truyện cho tiểu thuyết tuổi teen  Before I Fall  của Lauren Oliver, ra mắt và xuất bản năm đó. Maria Maggenti được thuê để chuyển thể tiểu thuyết thành kịch bản, trong khi Jonathan Shestack chuẩn bị sản xuất và Ginny Pennekamp hợp tác sản xuất. Bộ phim kể về một học sinh trung học sống lại cùng một ngày cho đến khi cô ấy có được mọi thứ trong cuộc sống của mình. Năm 2011, kịch bản đã được liệt kê trong số Danh sách đen của các màn hình chưa được sản xuất tốt nhất. Ry Russo-Young được gắn với vai trò đạo diễn của bộ phim. Vào ngày 15 tháng 9 năm 2015, thông báo rằng Zoey Deutch đã được chọn vào vai chính của bộ phim, Samantha Kingston. Brian Robbins và Matthew Kaplan đã sản xuất bộ phim thông qua bộ phim Awesomeness của họ, cùng với Shestack, với việc sản xuất bắt đầu vào cuối tháng 10 năm 2015. Vào ngày 27 tháng 10 năm 2015, nhiều diễn viên đã được công bố, bao gồm Halston Sage, Logan Miller, Kian Lawley, Diego Boneta và Elena Kampouris  Good Universe xử lý doanh thu quốc tế của bộ phim tại Thị trường phim Mỹ  Vào ngày 3 tháng 11 năm 2015, Jennifer Beals đã tham gia vào dàn diễn viên của bộ phim, để vào vai mẹ của Samantha. Vào ngày 20 tháng 11 năm 2015, Liv Hewson đã được chọn vào vai Anna Cartullo. Adam Taylor đã cho điểm của bộ phim.

### Quay phim
Bối cảnh chính trên phim bắt đầu quay vào ngày 16 tháng 11 năm 2015, ở Squamish, British Columbia, nơi họ quay tại Đại học Quest. Cảnh quay cũng diễn ra trong và xung quanh Vancouver. Bộ phim kết thúc quay vào ngày 19 tháng 12 năm 2015.

## Giải thưởng và đề cử
Bộ phim đã giành được giải Teen Choice Awards năm 2017.
Thể loại phim truyền hình và dàn diễn viên cũng giành được đề cử: Zoey Deutch trong Teen Choice Awards 2017; Ở thể loại nữ diễn viên chính và Kian Lawley trong hạng mục Phim lựa chọn: Diễn viên chính kịch cho bộ phim, Lawley tiếp tục giành giải thưởng.